# Якубов, Мирсаид
Мирсаид Якубов (1894 год — дата смерти неизвестна) — агроном колхоза имени Ленина Шахринауского района Сталинабадской области, Таджикская ССР. Герой Социалистического Труда (1949).
Применял в колхозе имени Ленина передовые агротехнические методы, благодаря чему в 1948 году колхоз сдал государству в среднем с каждого гектара по 90,2 центнера хлопка с площади в 42 гектара. Указом Президиума Верховного Совета СССР от 3 мая 1949 года удостоен звания Героя Социалистического Труда «за получение высоких урожаев хлопка при выполнении колхозами обязательных поставок и контрактации по всем видам сельскохозяйственной продукции, натуроплаты за работу МТС в 1948 году и обеспеченности семенами всех культур в размере полной потребности для весеннего посева 1949 года» с вручением ордена Ленина и золотой медали «Серп и Молот».